# Pala del cardinale del Portogallo
La Pala del cardinale del Portogallo (Santi Vincenzo, Giacomo Maggiore ed Eustachio) è un dipinto a olio su tavola (172x179 cm) di Antonio del Pollaiolo, databile al 1466-1467 circa. Proviene dalla Cappella del Cardinale del Portogallo in San Miniato al Monte ed oggi è conservata agli Uffizi di Firenze.

## Storia
La pala decorava l'altare della cappella funebre di Giacomo del Portogallo, cardinale di Sant'Eustachio, imparentato con i reali portoghesi e morto a Firenze durante un transito nel 1459. Per lui i suoi illustri parenti chiamarono alcuni dei più quotati artisti fiorentini dell'epoca per creare una cappella funebre degna del suo status regale, che viene considerata il capolavoro di quel gusto per la Copia et Varietas in voga a Firenze nei decenni centrali del secolo. Alla decorazione parteciparono i fratelli Antonio e Bernardo Rossellino, Luca della Robbia e Alesso Baldovinetti.
La pala d'altare venne affidata ai fratelli del Pollaiolo, anche se è controversa l'attribuzione all'uno o all'altro. L'ipotesi prevalente vuole Antonio autore delle parti più significative, quali il santo centrale, e di quelle laterali, più deboli, a Piero, ma c'è anche chi attribuisce l'intera opera a Piero.
Nel 1800 la tavola venne spostata agli Uffizi e sostituita in loco da una copia. La tecnica rivela soluzioni originali, come dimostrò il restauro di Alessandro Cecchi del 1994: su una tavola di rovere venne apposta un'imprimitura oleosa, che riprendeva una soluzione tipica dell'arte fiamminga.

## Descrizione e stile
I santi Vincenzo, Giacomo Maggiore ed Eustachio sono rappresentati allineati sul primo piano. Il primo era patrono di Lisbona e del Portogallo, Giacomo era omonimo del cardinale e Eustachio alludeva al suo titolo. San Giacomo guarda verso destra, poiché verso quel lato si trovava la tomba del cardinale.
Il paesaggio retrostante è visto a volo d'uccello e ricorda la pittura fiamminga coeva. Il santo centrale, Giacomo, è leggermente avanzato e colto con naturalezza mentre si mette la mano al petto e guarda verso destra, verso la tomba del cardinale, indirizzando quindi lo sguardo dell'osservatore. Energica è la linea del complesso panneggio di velluto che si increspa sul corpo del santo creando una densa macchia di colore cangiante, sotto la quale emerge il damasco finissimo della veste. I santi laterali sono da alcuni attribuiti alla mano di Piero, in particolare Eustachio, privo della drammaticità data dalla linea tipica di Antonio. La varietà e ricercatezza dei dettagli, tipica dell'epoca, ha il culmine nelle vesti intessute di gioielli o nello straordinario cappello di san Giacomo con la conchiglia del pellegrino, poggiato sul pavimento in marmi policromi.
La cornice (242x235 cm) è antica, intagliata da Giuliano da Maiano, e recante iscrizioni e lo stemma in ottone smaltato del cardinale. Sul fregio superiore si legge VOBIS DATVM EST NOS[S]E / MISTERIVM REGNI DEI; in basso i nomi dei tre santi: S[ANCTUS] VINCENTIVS / S[ANCUTS] IACOBVS AP[OSTVLVS] / S[ANCTVS] EVSTACIVS.